# Răbăgani (gmina)
Răbăgani – gmina w Rumunii, w okręgu Bihor. Obejmuje miejscowości Albești, Brătești, Răbăgani, Săliște de Pomezeu, Săucani i Vărășeni. W 2011 roku liczyła 2073 mieszkańców.